# Уханьский метрополитен
Уханьский метрополитен (кит. 武汉地铁 Wǔhàn dìtiě) — система линий метро в китайском городе Ухань. Уханьский метрополитен насчитывает 12 линий, которые связывают центральную часть города с его отдаленными районами и некоторыми пригородами. Общая длина сети метро Уханя – 435 км. Время работы Уханьской подземки – с 6:00 до 0:00. На всех станциях установлены платформенные раздвижные двери.

## История
Первая линия № 1 в районе Ханькоу, состоящая из 25 станций, открылась 28 сентября 2004 года. На всех станциях установлены платформенные раздвижные двери.
23 января 2020 года был закрыт в рамках карантина города из-за вспышки заболеваемости коронавирусом 2019-nCoV.
28 марта 2020 года метро возобновило работу после двухмесячного карантина.

## Линии

### Линия 1
Линия длиной 37,78 км состоит из 32 станций. Все станции находятся в Ханькоу и не пересекают рек. В 2006, 2010 и в 2017 открыты новые участки.

### Линия 2
Линия 2 преимущественно подземная, проходит через туннель под рекой Янцзы, соединяя части города Ханькоу и Учан, и идет на юго-восток. Линия открыта 28 декабря 2012 года. Это первая в Китае линия метро под рекой Янцзы, и её пуск в эксплуатацию дал существенное улучшение в коммуникациях между южным и северным берегами реки. Линия рассчитана на удлинённые поезда из восьми вагонов. На линии 29 станций на участке в 34,6 км.

### Линия 3
Линия преимущественно подземная, соединяет через туннель части города Ханьян и Учан. 28 декабря 2015 открыты 24 станции на участке в 28 км.

### Линия 4
Линия, соединяющая районы Ханьян и Учан, преимущественно подземная. Первый участок линии с 15 станциями сдан в эксплуатацию 28 декабря 2013 года. Вторая линия под рекой Янцзы, и её запуск на полную длину дал существенное улучшение в коммуникациях между южным и северным берегами реки. Всего 28 станций на участке в 33,2 км.

### Линия 5
Линия была открыта 26 декабря 2021 года.

### Линия 6
Линия 6 через туннель под рекой Янцзы соединяет районы Ханькоу и Учан в восточной стороне города. 28 декабря 2016 открылись 27 станций, длина линии 36,1 км

### Линия 7
Линия была открыта 1 октября 2018  года в День образования КНР.

### Линия 8
8 линия была открыта для пассажиров 26 декабря 2017 года. На картах обозначается серым цветом.

### Линия 11
Шаблон:Маршрутная карта
Линия была открыта 1 октября 2018  года в Национальный день КНР.

### Линия 16
Линия была открыта 26 декабря 2021 года.

### Линия 19
Шаблон:Линия 19 (Ухань)

### Линия Янло (линия 21)
Шаблон:Линия Янло (Ухань)
Линия Янло была открыта 26 декабря 2017 г. Она связывает бульвар Хоуху со станцией Цзиньтай в восточном пригороде.

## Дальнейшие линии
Всего планируется до 25 линий метро.

## Галерея

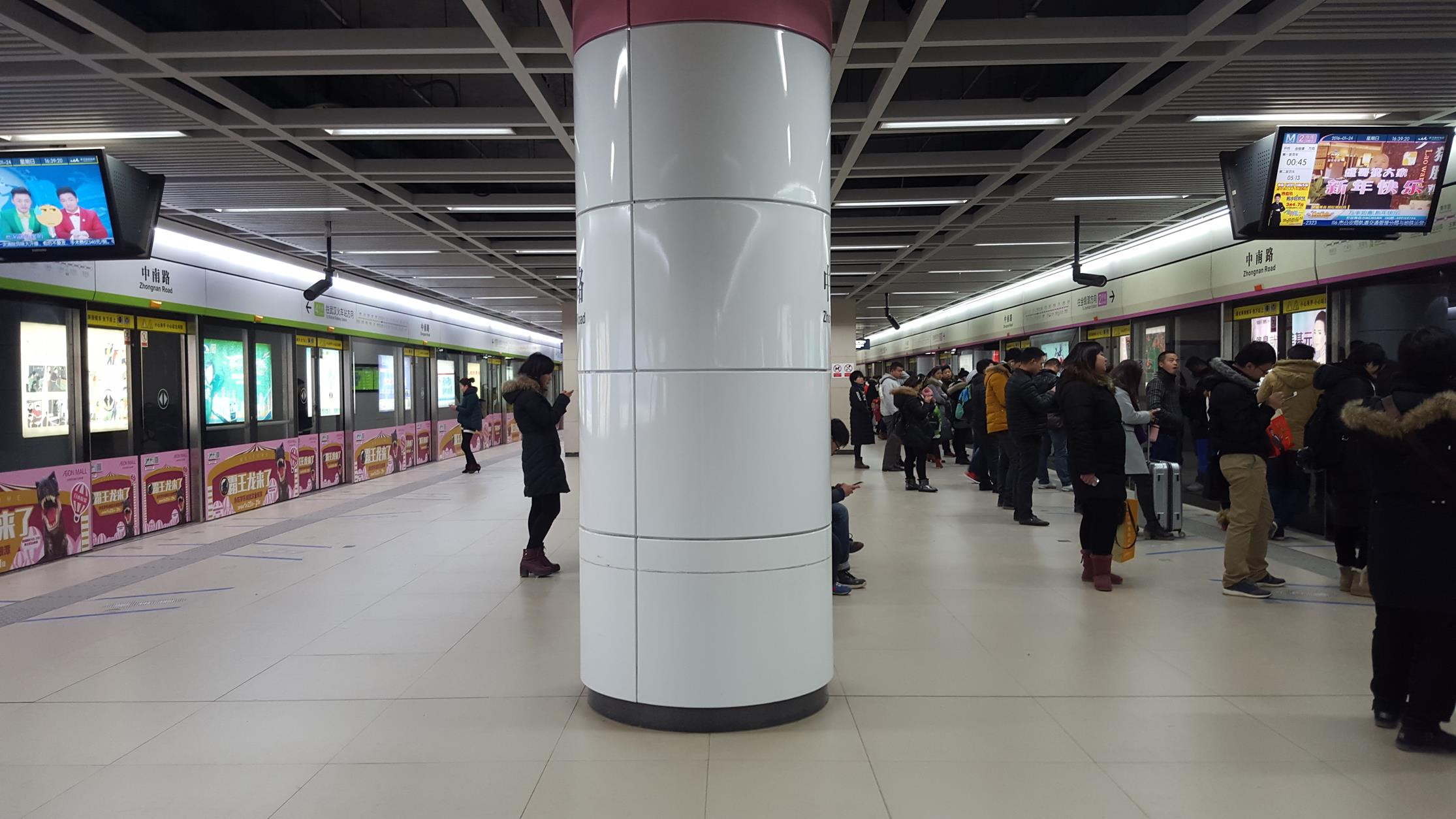
Станция Чжуннань роуд, линия 4
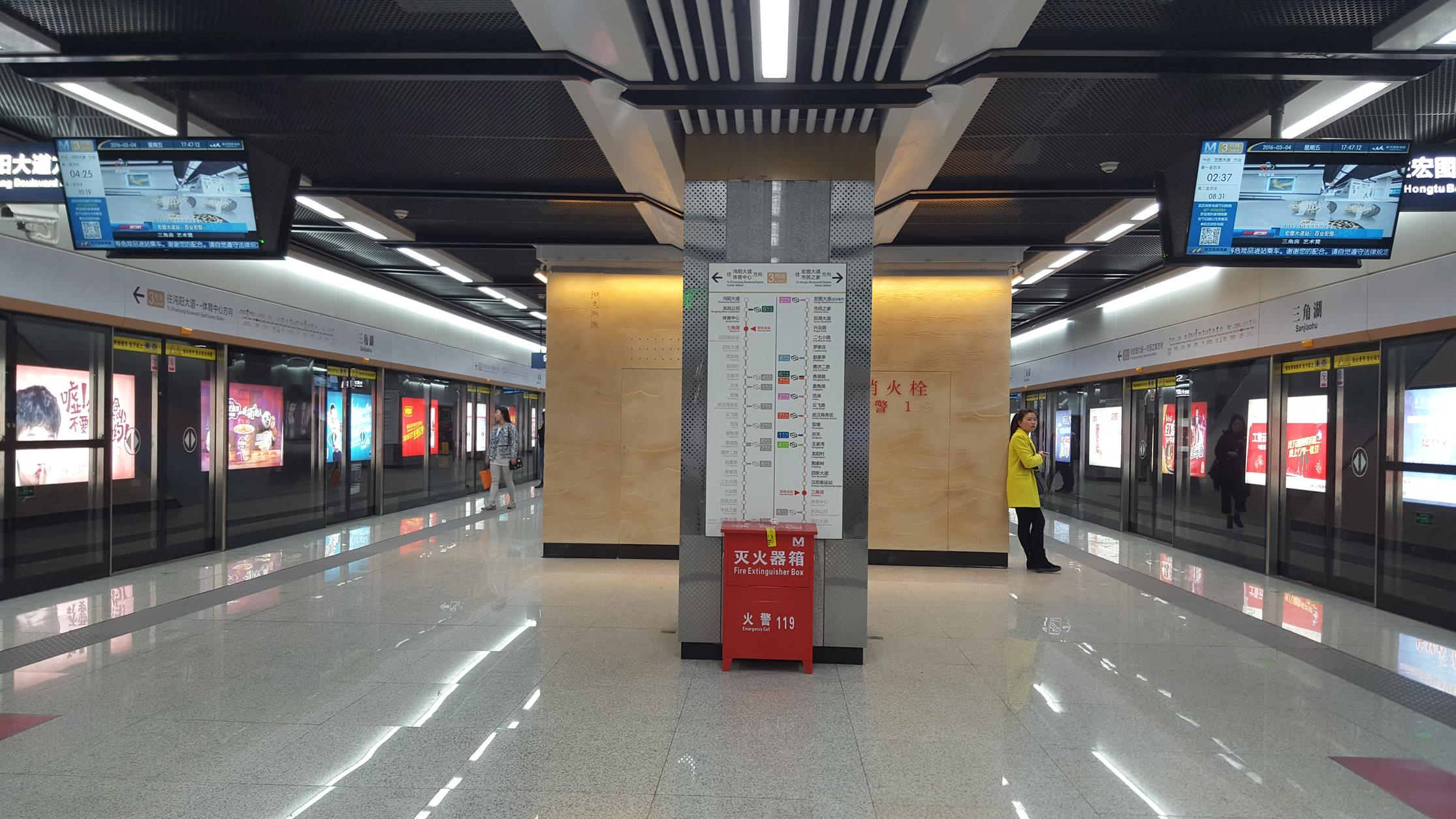
Станция Саньцзяоху, линия 3
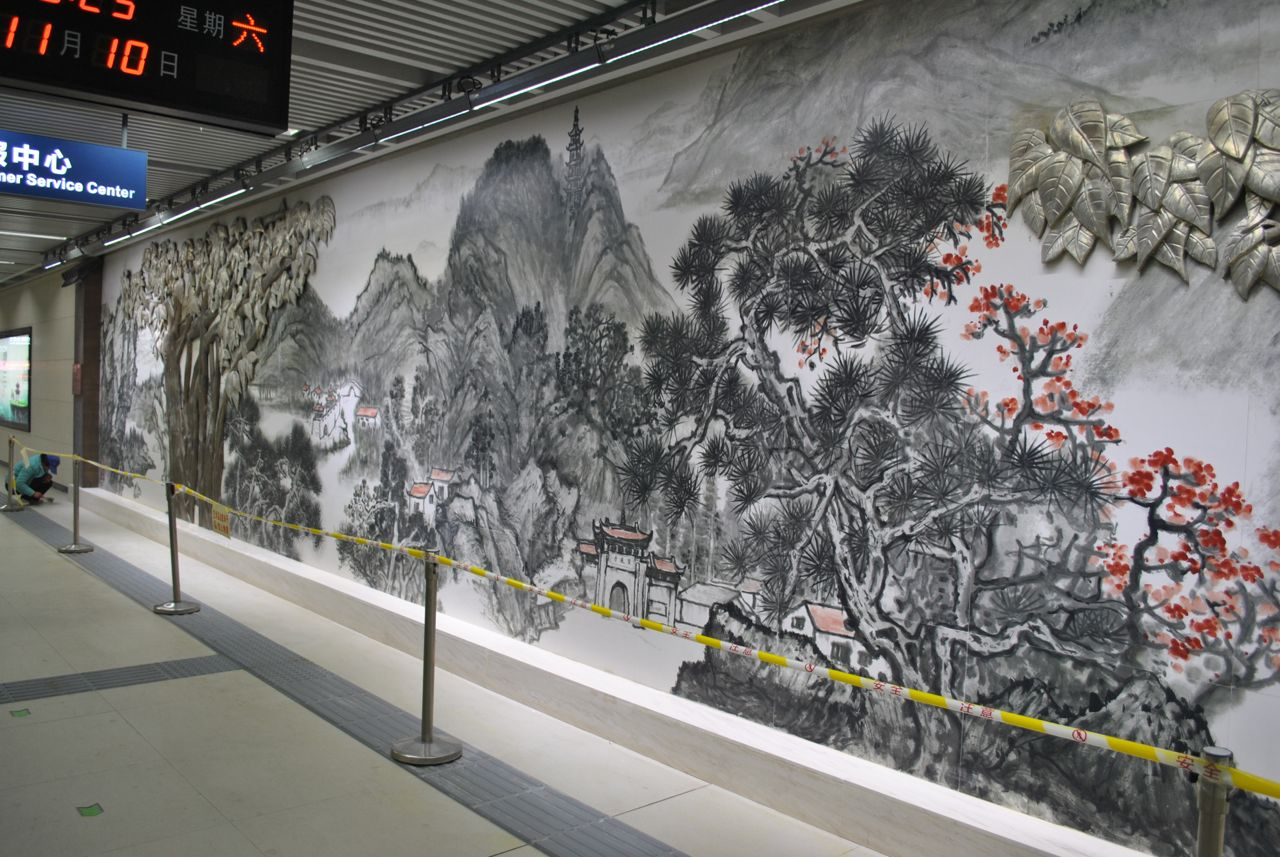
Станция Храм Баотун, линия 2
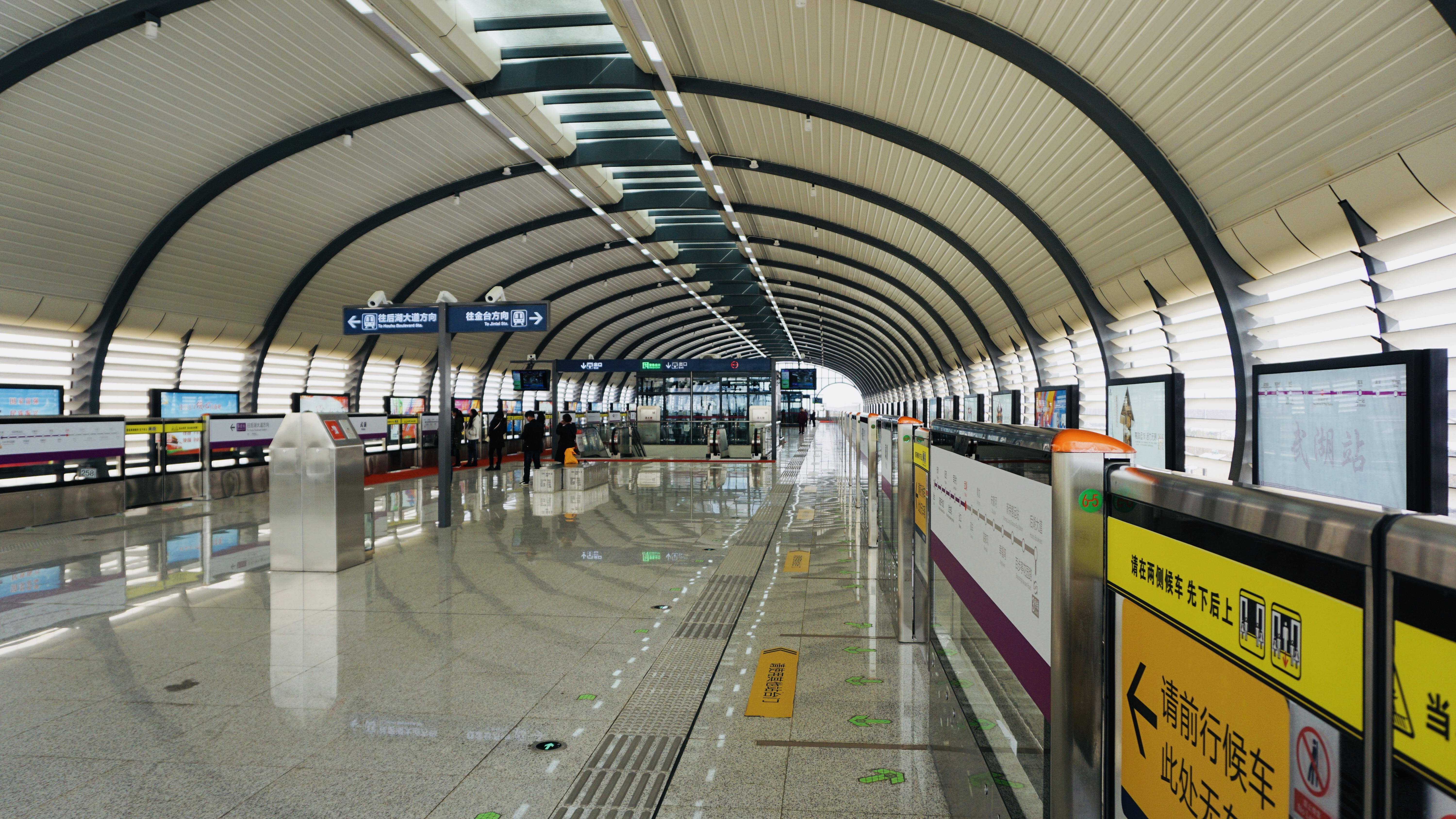
Эстакадная станция Уху, линия Янло (21)
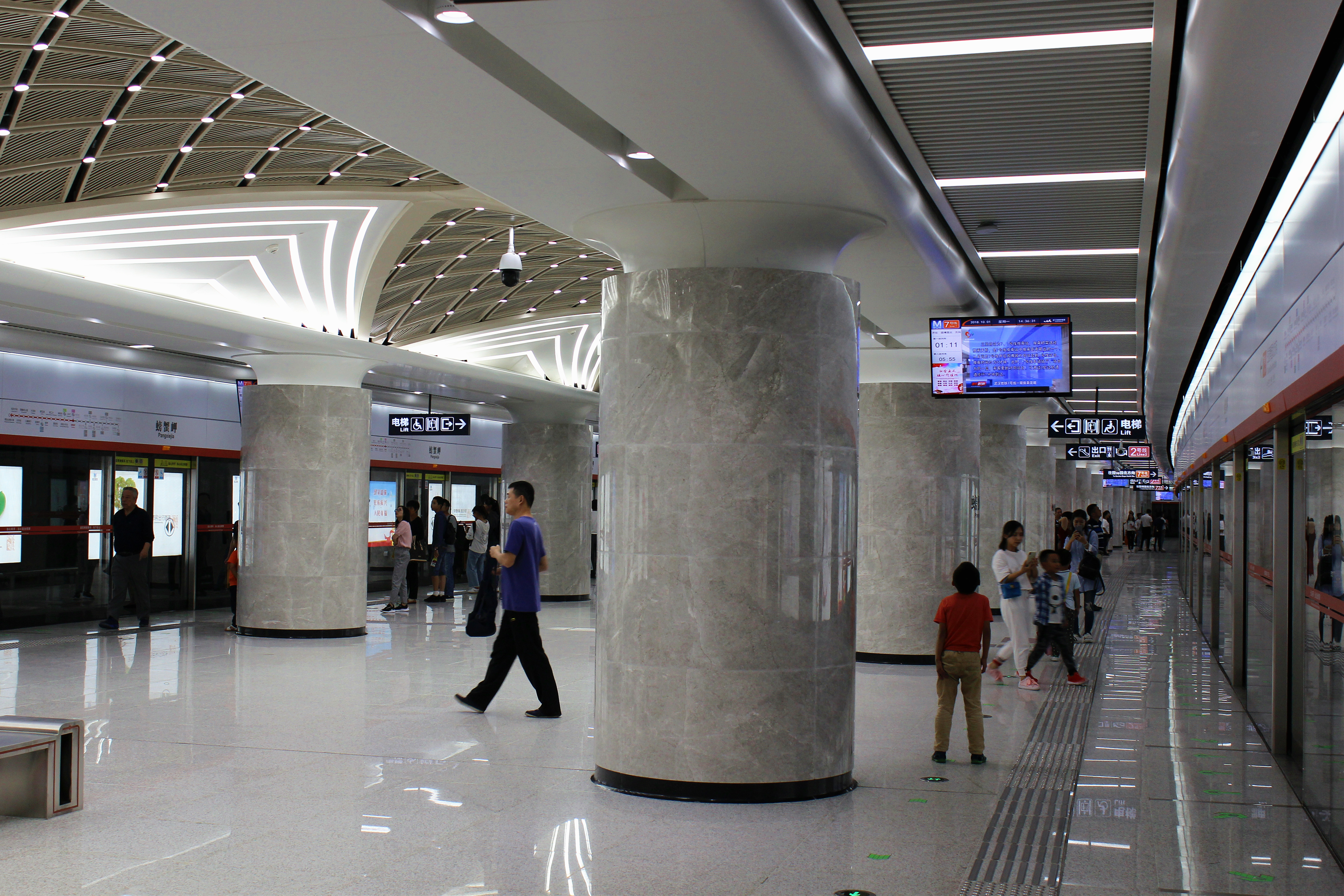
Станция Пансецзя (линия 7)
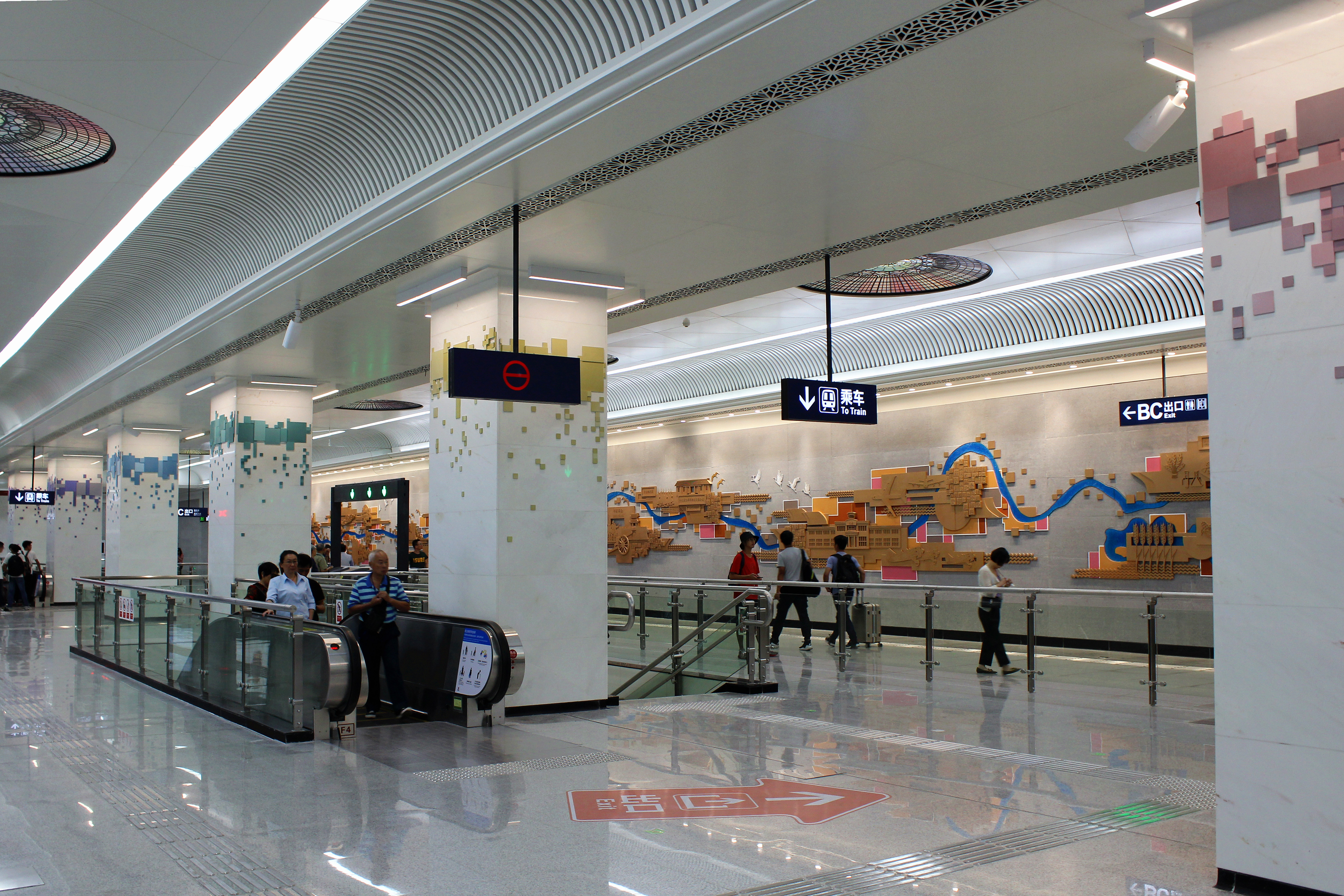
Станция Хубэйский технологический университет (линия 7)